# AVIC AG-600
AVIC AG-600 je obojživelný hydroplán vyvíjený čínským výrobcem AVIC. Jedná se o v současnosti největší hydroplán na světě (absolutně největším hydroplánem byl Hughes H-4 Hercules). Mezi jeho hlavní úkoly patří hašení lesních požárů, přeprava nákladu a osob a mise SAR. Získání certifikace pro letoun je plánováno na rok 2021 a zahájení jeho dodávek na rok 2022. V dubnu 2025 získal od Čínského úřadu pro civilní letectví povolení k letu na souši i na vodě.

## Vznik a vývoj
Vývoj letounu byl zahájen v září 2009 ve společnosti AVIC (Aviation Industry Corporation of China). Montáž prototypu byla zahájena 17. července 2015 v Ču-chaji. Prototyp byl poprvé veřejně představen v červenci 2016. První let prototypu proběhl 27. dubna 2017. V listopadu 2014 byla na veletrhu Airshow China objednána stavba 17 kusů AG-600.

## Konstrukce
Letoun pohání čtveřice turbovrtulových motorů WJ-6 (licenční Ivčenko AI-20) s šestilistými vrtulemi. Je vybaven příďovým zatahovacím podvozkem. Při záchranných misích letoun unese až 50 osob. Při hašení požárů může z jezera či moře nabrat až 12 tun vody, což mu zabere pouhých 20 sekund.

## Specifikace (AG-600)

### Hlavní charakteristiky
- Posádka:
- Kapacita: 50 cestujících
- Délka: 36,9 m[5]
- Rozpětí křídla: 38,8 m[5]
- Výška: 12,1 m[5]
- Nosná plocha: m²
- Prázdná hmotnost:
- Maximální vzletová hmotnost: 53 500 kg[1]
- Pohonná jednotka: 4 × turbovrtulový motor WJ-6 (3805 kW)[5]

### Výkony
- Maximální rychlost: 560 km/h[5]
- Operační dolet: 4500 km[1]
- Dostup: 6000 m[5]
- Vytrvalost: 12 h[3]